# Dechen Wangmo
Dasho Dechen Wangmo (bhutanisch བདེ་ཆེན་དབང་མོ།; ca. 1976) ist eine bhutanische Politikerin. Sie war von November 2018 bis 2023 Gesundheitsministerin. In dieser Zeit war sie auch Mitglied der Gyelyong Tshogdu (Nationalversammlung).

## Leben

### Jugend und Ausbildung
Wangmo wurde um 1976 geboren.
Sie erwarb einen Master in Public Health (Global Health Epidemiology) an der Yale University und einen Bachelor of Science in Cardiopulmonary Science (Herz-Lungen-Kunde) der Northeastern University, USA.

### Karriere
Wangmo war Direktorin der Firma PIE Solutions. Sie ist Vorsitzende und Gründungsmitglied der Bhutan Cancer Society.
Sie ist Mitglied der sozialdemokratischen Partei Druk Nyamrup Tshogpa (DNT).
Sie wurde in der Parlamentswahl in Bhutan 2018 für den Wahlkreis North Thimphu in die Nationalversammlung gewählt. Sie erhielt 2.276 Stimmen und setzte sich damit gegen Lily Wangchuk durch, eine Kandidatin der konservativen Druk Phuensum Tshogpa.
Am 3. November verkündete Ministerpräsident Lotay Tshering formal die Zusammensetzung seines Kabinetts und Wangmo wurde als Gesundheitsministerin benannt. Am 7. November 2018 wurde sie vereidigt.
Seit 2020 war Wangmo auch Mitglied der Global Leaders Group on Antimicrobial Resistance unter Vorsitz von Sheikh Hasina Wajed und Mia Mottley.

## Ehrungen
- Bhutan:
  -  Royal Red Scarf (17. Dezember 2020).[8]